# Aeroporto Internazionale di Maseru
L'aeroporto Internazionale Moshoeshoe I (in inglese Moshoeshoe I International Airport) è uno scalo aereo internazionale che serve la capitale del Lesotho Maseru. È situato a 18 km a sud-est del centro della città, nel territorio del comune di Mazanod, ed è intitolato a Moshoeshoe I, primo sovrano del Lesotho.